# عمر تراوري
عمر تراوري (مواليد 20 يوليو 2002، لاعب كرة قدم إماراتي-مالي يجيد اللعب في الجناح الأيمن مع نادي الجزيرة في دوري الخليج العربي الإماراتي.
لعب سابقاً في الملعب المالي و وقع مع نادي الجزيرة في عام 2020 و حصل على الجنسية الإماراتية في عام 2024.

## وصلات خارجية
عمر تراوري على موقع قاعدة بيانات كرة القدم.إي يو (الإنجليزية)
- عمر تراوري على موقع ناشيونال فوتبول تيمز (الإنجليزية)
- عمر تراوري على موقع Soccerway.com (الإنجليزية)